# Біль (місто)
Біль (нім. Biel) / Б'єнн (фр. Bienne) — місто в Швейцарії в кантоні Берн, адміністративний округ Біль. Місто розташоване у двомовному кантоні, де офіційними є німецька та французька мови.
Біль розкинувся біля підніжжя гір Юра і на північно-східному березі Більського озера. Невшатель, Золотурн і Берн (столиця Швейцарії) лежать відповідно на захід, схід і південь від Біля, і до них можна добратися за 30 хвилин на поїзді або авто. Населення Біля становить близько 51 тис. чоловік (станом на 2010), з агломерацією близько 89 тис.

## Географія
Місто розташоване на відстані близько 26 км на північний захід від Берна.
Біль має площу 21,2 км², з яких на 45,5 % дозволяється будівництво (житлове та будівництво доріг), 7,9 % використовуються в сільськогосподарських цілях, 45,4 % зайнято лісами, 1,2 % не є продуктивними (річки, льодовики або гори).

## Демографія
2019 року в місті мешкало 55 602 особи (+8,6 % порівняно з 2010 роком), іноземців було 34 %. Густота населення становила 2624 осіб/км².
За віковим діапазоном населення розподілялося таким чином: 19,4 % — особи молодші 20 років, 62,4 % — особи у віці 20—64 років, 18,2 % — особи у віці 65 років та старші. Було 26161 помешкань (у середньому 2,1 особи в помешканні).
Із загальної кількості 41 468 працюючих 38 було зайнятих в первинному секторі, 9739 — в обробній промисловості, 31 691 — в галузі послуг.

## Уродженці
- Франц Голер (нар. 1943) — швейцарський поет, прозаїк, драматург.
- Бруно Досеккер (нар. 1941) — швейцарський письменник.
- Nemo (співак) (нар. 1999) — швейцарський музика, переможець Пісенного конкурсу Євробачення 2024.